# Ergun Simsek
Ergun Simsek (Ankara, 26 januari 1965) is een Turks-Nederlands acteur.
Simseks acteercarrière begon in 1992 met een kleine rol in de serie Zeg 'ns Aaa. In de jaren daarna speelde hij veel kleine rollen in Nederlandse televisieseries en was hij te zien in de televisiefilm In het belang van de staat van Theo van Gogh. In 2003 had Simsek een rol in de succesvolle film Van God Los van Pieter Kuijpers en twee jaar daarna speelde hij in de film Allerzielen. In 2016 stond hij samen met Cahit Ölmez op het toneel in het stuk "Elif, een Bruynzeel verhaal". Simsek bleef ook actief als acteur in diverse televisieseries.

## Filmografie
- 1992 – Zeg 'ns Aaa
- 1993–1995 – Bureau Kruislaan
- 1997 – In het belang van de staat
- 1997–1998 – Duidelijke taal!
- 2000 – Russen
- 2001 – Westenwind
- 2003 – Loverboy
- 2003 – Van God Los
- 2004 – Amazones
- 2004 – Missie Warmoesstraat
- 2005 – Allerzielen
- 2005–2008 – Onderweg naar Morgen
- 2006 – Divina Gloria
- 2007 – Nachtegaal en Zonen
- 2007 – Van Speijk
- 2007–2011 – SpangaS
- 2008 – Het echte leven
- 2008 – Keyzer & De Boer Advocaten
- 2008 – Het schnitzelparadijs
- 2008 – Vox populi
- 2009 – Jacco's film
- 2009 – TiTa Tovenaar
- 2009 – Vuurzee
- 2010 – Gangsterboys
- 2010 – Witse
- 2011 – Levenslied
- 2011 – Seinpost Den Haag
- 2011 – Van God Los
- 2012 – Laptop
- 2012 – Mixed Kebab
- 2014 – Flikken Maastricht
- 2015 – Flikken Rotterdam
- 2016 – Bed bad en brood
- 2017 – Dummie de Mummie en de tombe van Achnetoet
- 2017 – Smeris
- 2020 – Lieve Mama
- 2021 – Captain Nova (Altan)
- 2022 – Het jaar van Fortuyn
- 2024 – De Jacht op Meral Ö
- 2024 – Hein
- 2025 – Straatcoaches vs Aliens
- 2025 – Bad Boa's